# Paley Park
O Paley Park é um pocket park localizado na rua 53 entre a Madison e a Quinta Avenida em Midtown Manhattan, onde ficava o antigo Stork Club. Foi projetado pela empresa de arquitetura de paisagem de Zion Breen Richardson Associates, e abriu no dia 23 de maio de 1967. O Paley Park é freqüentemente citado como um dos melhores espaços urbanos nos Estados Unidos.
Medindo 390 m2 o parque oferece um oásis urbano tranquilo no meio da cidade movimentada pelo uso cuidadoso de água caindo, árvores arejadas, móveis leves e organização simples.
A chave para o seu sucesso é uma cachoeira de 6,1 m de altura que atravessa toda a parte de trás do parque. A cachoeira cria um pano de fundo de ruído para abafar os sons da cidade. O parque é cercado por paredes em três lados e está aberto à rua (com um portão ornamental) no quarto lado, de frente para a rua. A plantação de espinheiro-da-Virgínia acrescenta um certo grau de serenidade ao parque.
O local é um espaço público de propriedade privada, ele foi financiado pela Fundação William S. Paley e foi nomeado por Paley em homenagem ao seu pai, Samuel Paley. Uma placa perto da entrada diz: "Este parque é reservado em memória de Samuel Paley, 1875-1963, para o proveito do público".

## Recursos arquitetônicos
Uma rampa para cadeira de rodas está posicionada em ambos os lados das quatro entradas que levam ao parque que é elevado acima do nível da calçada. O parque exibe uma mistura única de materiais sintéticos, cores e sons. As cadeiras de malha de arame e as mesas de mármore são leves e não prejudicam os arredores. A superfície do solo do parque não é marmorite ou concreto, mas possui pavimentadoras de granito ásperas que se estendem pelo seu chão até a calçada da rua. O verde das paredes laterais cobertas de hera ("gramados verticais") contrastam com flores coloridas, e a cachoeira branca, em cascata de cerca de 1.800 galões por minuto, abafa o ruído da rua.
O Paley Park está localizado a uma quadra e meia do Paley Center for Media, que estava ao lado do parque (como um Museu de Radiodifusão) antes de se mudar para a sua localização atual.